# NGC 2263
NGC 2263 (również PGC 19355) – galaktyka spiralna z poprzeczką (SBab), znajdująca się w gwiazdozbiorze Wielkiego Psa. Odkrył ją John Herschel 20 stycznia 1835 roku.